# Leptocerus maroccanus
Leptocerus maroccanus là một loài Trichoptera trong họ Leptoceridae. Chúng phân bố ở miền Cổ bắc.